# Odense Sygehus Station
 Der er for få eller ingen kildehenvisninger i denne artikel, hvilket er et problem. Du kan hjælpe ved at angive troværdige kilder til de påstande, som fremføres i artiklen.

Odense Sygehus Station er et trinbræt på Svendborgbanen.  Stationen har kun ét spor.  
Stationen er placeret ved ringvejen Kløvermosevej lidt syd for Odense Centrum, umiddelbart over for det gamle Odense Universitetshospital, hvortil der er en gangbro. Initiativet til standsningsstedet blev taget i april 1978, da Odense magistrats 5. afdeling henvendte sig til DSB's daværende generaldirektør Povl Hjelt. Efter overvejelse af flere forskellige placeringer blev det placeret i et tidligere godsspors planum.
Stationen er en af de mere trafikerede stationer på Svendborgbanen, og den bruges først og fremmest af besøgende, patienter og personale på Odense Universitetshospital. Odense Dyrskueplads (på den anden side af banen) og Odense Zoo er knyttet til stationen via gangstier.
Fra stationen er der mandag til lørdag i dagtimerne tre gange i timen forbindelse til Odense, tre gange i timen til Ringe og to gange i timen til Svendborg, om aftenen og om søndagen er der en forbindelse mindre til hver af de tre byer.